# Ростовцев, Иван Александрович
Иван Александрович Ростовцев (9 декабря 1908 — 28 декабря 1959) — советский инженер-механик. Лауреат Сталинской и Ленинской премий.

## Биография
В 1937 году окончил Московский станкоинструментальный институт. В 1937—1947 годах работал на заводе «Красный пролетарий». В 1947—1959 годах работал на Московском станкоинструментальном заводе им. С. Орджоникидзе на должности главного конструктора. С октября 1959 года — главный специалист I особого Комитета по автоматизации и машиностроению Совета министров СССР.
Жил в Москве неподалёку от своего завода по адресу: 5-й Верхний Михайловский проезд, дом 24.

## Премии
- Сталинская премия 3-й степени (1949) — за создание токарного полуавтомата для обточки паровозных осей[3]
- Ленинская премия (1959) — за участие в создании, освоении серийного производства и внедрении в промышленность гаммы высокопроизводительных гидравлических токарно-копировальных полуавтоматов[1]